# 東北福祉大学せんだんホスピタル
東北福祉大学せんだんホスピタル（とうほくふくしだいがくせんだんほすぴたる）は、宮城県仙台市青葉区にある精神科病院。設置者は東北福祉大学を運営する学校法人栴檀学園であり、医学部や歯学部を有しない大学による大学病院となっている。

## 概要
東北福祉大学の附属病院として開設。同大学には精神保健福祉士、公認心理師・臨床心理士や看護師等の養成学科がありそのための研修施設にもなっている。同時に学生のメンタルヘルスケアを大学保健室と連携して行う厚生施設の役割も担っている。
児童精神科専門病棟を所有し、また院内学級も存在する児童精神医学に力を注いでいる病院である。

## 診療科
- 精神科
- 児童精神科
- 内科
- 神経内科

## 認定
- 仙台市認知症疾患医療センター
- 日本精神神経学会精神科専門医制度研修施設

## 附属施設
- 売店
- 仙台市立吉成中学校分教室（院内学級）

## 交通アクセス
- 仙台駅前より仙台市営バス大学病院経由　貝ケ森・国見ケ丘（870系統）」行き、あるいは「大学病院・貝ケ森経由　国見ケ丘・中山台・実沢(営)（X870系統）」行きに乗車、「仙台青陵中等教育学校前バス停」で下車。徒歩1分
- 仙台駅より仙山線下り方面乗車。東北福祉大前駅で下車。徒歩20分。[3]